# Coração Jurunense
A ACBC Coração Jurunense é uma escola de samba da cidade de Belém do Pará, no estado brasileiro do Pará.
Já foi campeã do grupo de acesso em 2006. Repetiu o feito em 2008. e foi terceira colocada em 2009 e 2010.
Em 2012, participou do segundo grupo novamente, apresentando um enredo que abordava as festas juninas, e desfilando com 800 integrantes.

## Carnavais
| Ano  | Colocação   | Grupo | Enredo                            | Carnavalesco | Intérprete | Ref   |
| ---- | ----------- | ----- | --------------------------------- | ------------ | ---------- | ----- |
| 2008 | vice-campeã | 2     | Amazônia, o Paraíso é aqui        | Cézar Dantas |            |       |
| 2009 | 3º lugar    | 2     |                                   | Cézar Dantas |            |       |
| 2010 | 3º lugar    | 2     |                                   | Cézar Dantas |            |       |
| 2012 |             |       | Devaneio junino em noite de folia | Cézar Dantas |            | [ 2 ] |